# John Gerrard Keulemans
John Gerrard Keulemans, född 8 juni 1842 i Rotterdam, död 29 mars 1912 i London, var en nederländsk konstnär och illustratör, känd för sina fågellitografier.
Han köpte en plantage i Afrika med avsikt att bosätta sig där, men pengarna tog slut och han återvände till Europa och blev illustratör. Även hans fru deltog i arbetet, även om hon sällan omnämns. Han fick stöd av Hermann Schlegel, föreståndare för naturhistoriska museet i Leiden. På uppdrag av denne, åkte Keulemans 1864 till Västafrika. Han återvände till Europa 1866 och bosatte sig då i Storbritannien.

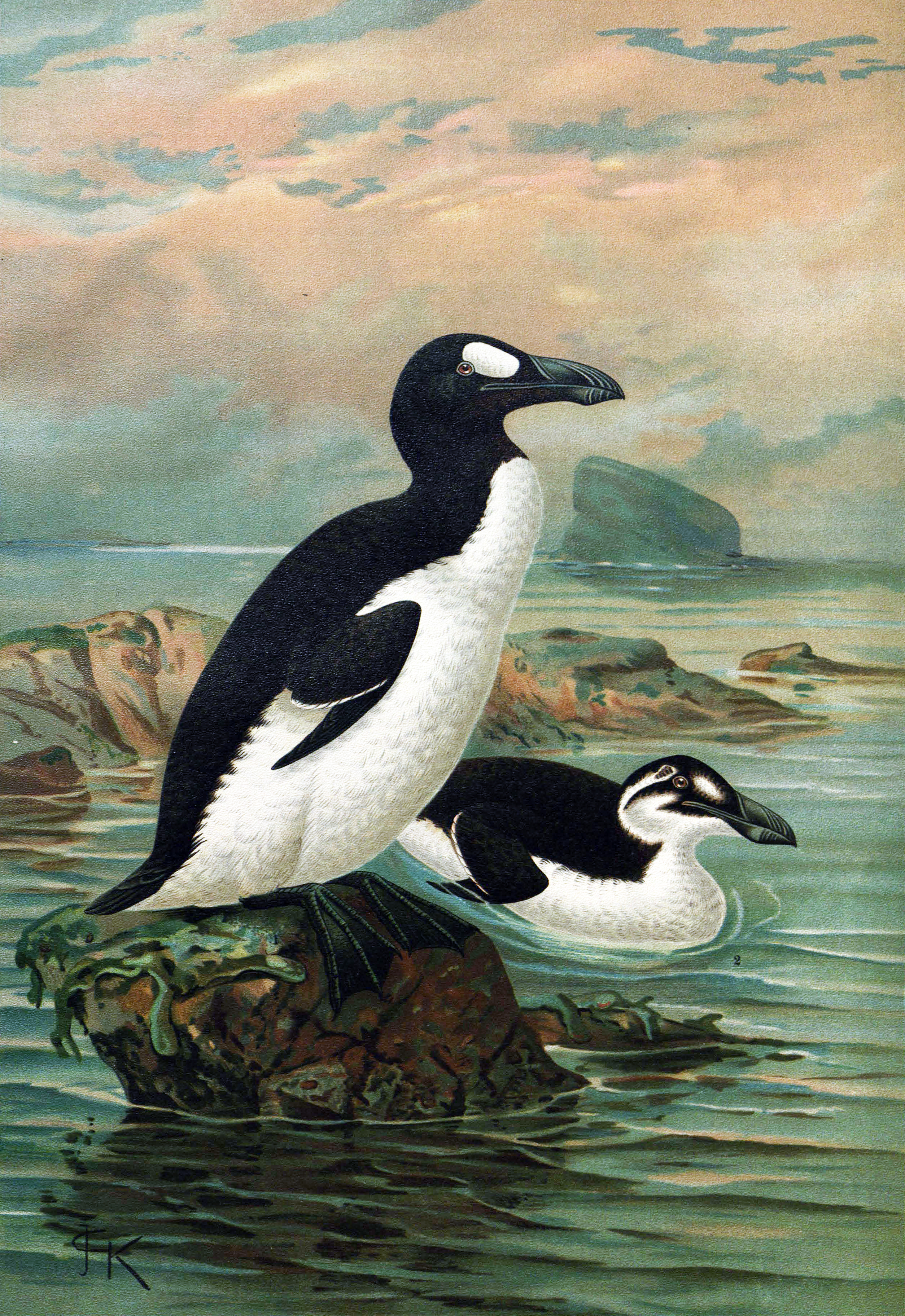
Garfågel avbildad av Keulemans

Hans studier av solfåglar i Afrika gjorde det möjligt för honom att på ett talangfullt sätt illustrera George Ernest Shelleys verk Monograph of the Nectarinidae, som utgavs 1876.
Keulemans medverkade i 27 volymer av British Museums Catalogue of the Birds (1874-1898). Han var mycket produktiv: han gjorde 73 planscher för Daniel Giraud Elliots verk Monograph of the Hornbills (1887-1892), 120 för Richard Bowdler Sharpes Monograph on Kingfishers (1868-1871), 149 för Henry Seebohms Monograph on Thrushes (1902), 84 för Osbert Salvins Biologia Central Americana (1879-1904), för Henry E Dressers Birds of Europe (1871-1896) och för Sir Walter Lawry Bullers A History of the Birds of New Zealand (1838-1906). Han illustrerade även en del vetenskapliga artiklar, speciellt i Transactions of the Zoological Society of London.
A History of the Birds of New Zealand trycktes i 500 exemplar med 36 handmålade litografiska planscher. Boken blev en sådan succé att arbetet med en andra utgåva sattes igång, som var mer detaljerad och innehöll beskrivningar av nya arter. Litografierna från första utgåvan var förlorade, så Keulemans fick göra om allihop. Denna andra utgåva gavs ut i tretton volymer mellan juli 1887 och december 1888 (och utökades senare med två volymer 1905 och 1906).